# Mári uralkodóinak listája
Mári az ókori Mezopotámia egyik jelentős városállama volt az i. e. 3. évezredben és a következő évezred első harmadában, amíg Hammurapi, Babilon királya le nem rombolta. 
| Uralkodó                                                                          | Rövid kronológia | Középső kronológia    | Hosszú kronológia | Megjegyzés |
| --------------------------------------------------------------------------------- | ---------------- | --------------------- | ----------------- | --- |
| (Sumerben: adabi dinasztia) → I. mári dinasztia → (Sumerben: III. kisi dinasztia) |                  |                       |                   | |
| Ninni-Zaza                                                                        |                  | i. e. 2600 körül (?)  |                   | i. e. 2600 körül alapított templomban találták meg a nevét |
| Ilsu (Anabu, Anapu)                                                               |                  | i. e. 2500 körül      |                   | 30 vagy 90 év |
| AN-BA                                                                             |                  | i. e. 2460 körül      |                   | 17 vagy 7 év |
| Lamgi-Mári                                                                        |                  | i. e. 2460 körül      |                   | |
| BA-ZI                                                                             |                  | i. e. 2450 körül      |                   | 30 év |
| ZI-ZI                                                                             |                  |                       |                   | 20 év |
| LI-MER                                                                            |                  |                       |                   | 30 év |
| Sarrum-iter                                                                       |                  |                       |                   | 9 vagy 7 év |
| i. e. 3. évezred, a sorrendjük bizonytalan                                        |                  |                       |                   | |
| Ikun-Samas                                                                        |                  |                       |                   | |
| Ikun-Samagan                                                                      |                  |                       |                   | |
| AsuKU                                                                             |                  |                       |                   | |
| Anusu (Hanusum)                                                                   |                  |                       |                   | |
| Iblul-Il                                                                          |                  |                       |                   | |
| Enna-Dagan                                                                        |                  |                       |                   | |
| Akkád katonai kormányzók (sakkanakku)                                             |                  |                       |                   | |
| Ididis                                                                            |                  | i. e. 2230 körül      |                   | |
| Su-Dagan                                                                          |                  | i. e. 23. század      |                   | |
| Ismé-Dagan                                                                        |                  | i. e. 2199–2154       |                   | |
| Nurmer                                                                            |                  | i. e. 2150 körül      |                   | |
| Istup-Ilum                                                                        |                  | i. e. 2150 körül      |                   | |
| Iskun-Adad                                                                        |                  | i. e. 22. század vége |                   | |
| Apilkín                                                                           |                  | i. e. 2126–2091       |                   | Iskun-Adad fia, leánya, Taramuram Ur-Nammu ismeretlen nevű fiához ment feleségül, talán azonos a gutik 13. uralkodójával, Habil-kínnel. Nem sagin, hanem lugal. |
| Iddin-Ilum                                                                        |                  |                       |                   | |
| Turam-Dagan                                                                       |                  | i. e. 2071–2051       |                   | |
| Ilum-Istár                                                                        |                  | i. e. 2050 körül      |                   | |
| Puzur-Istár                                                                       |                  | i. e. 2050–2025       |                   | |
| Hilal-Erra                                                                        |                  | i. e. 2025 körül      |                   | |
| Hanun-Dagan                                                                       |                  | i. e. 2016–2008       |                   | |
| Milaga                                                                            |                  |                       |                   | |
| Ibbit-Lim                                                                         |                  | i. e. 1950 körül      |                   | |
| Egid-lím dinasztia                                                                |                  |                       |                   | |
| Jaggid-Lim                                                                        | i. e. 1772–1752  | i. e. 1845–1825       |                   | vagy Egid-Lím |
| Jahdun-Lim                                                                        | i. e. 1752–1735  | i. e. 1825–1810       |                   | Jaggid-Lim fia |
| Szumu-Adad                                                                        | i. e. 1735–1733  | i. e. 1810–1808       |                   | |
| Jaszmah-Adad                                                                      | i. e. 1733–1714  | i. e. 1808–1789       |                   | I. Samsi-Adad fia |
| Zimrí-Lim                                                                         | i. e. 1714–1694  | i. e. 1789–1769       | i. e. 1835–1815   | Jahdun-Lim fia; Hammurapi lerombolta Márit |

A kassziták babiloni hatalomra jutása előtt Mári fontos települése volt Kussúkhe királyságnak. A kasszita királyok Gandastól II. Agumig tartózkodtak itt.

## Külső hivatkozások
- Historyfiles.co